# Stylomma palmatum
Stylomma palmatum är en ringmaskart som först beskrevs av Jean Louis Armand de Quatrefages de Bréau 1866.  Stylomma palmatum ingår i släktet Stylomma och familjen Sabellidae. Inga underarter finns listade i Catalogue of Life.